# Microlocha
Microlocha is een geslacht van vlinders van de familie sikkelmotten (Oecophoridae), uit de onderfamilie Oecophorinae.

## Soorten
- M. entypa Meyrick, 1922
- M. tetramochla Turner, 1944